# أراراس
أراراس (بالإنجليزية: Araras)‏ هي مدينة، وبلدية في البرازيل، تتبع ساو باولو، بلغ عدد سكانها 104٬196  نسمة، في 1 أغسطس 2000، تبلغ مساحتها 644٫831 كيلومتر مربع.

## أعلام
- لوان مايكل دي لوزا
- ولسن رودريغيز فونسيكا
- جواو باولو دانيال
- رافاييل إدواردو كوستا